# Sitovo (huyện)
Sitovo là một đô thị thuộc tỉnh Silistra, Bungaria. Dân số thời điểm năm 2001 là 6856 người.